# Тассо, Робер
Робер Тассо (18 декабря 1989 года) — футболист из Вануату, нападающий. Участник Кубка наций ОФК 2012 года.

## Карьера
В 2008 году футболист начал играть за «Спирит 08» из чемпионата Вануату. В 2012 и 2013 гг. нападающий играл за фиджийский ФК «Рева», участвовавший в междистриктной лиге Фиджи. В 2013 году Робер перешёл в ФК «Тафеа». Форвард принимал участие в Лиге чемпионов ОФК 2014/15, сыграв 4 матча на турнире.

## Сборная Вануату
В 2011 году нападающий принимал участие в Тихоокеанских играх. В Кубке наций Робер сыграл 3 матча и забил 3 гола. Сборная Вануату заняла 3 место в группе и не вышла в плей-офф.

## Достижения
- Чемпион Вануату: 2014, 2019